# 仙台市立八乙女小学校
仙台市立八乙女小学校（せんだいしりつ やおとめしょうがっこう）は、宮城県仙台市泉区松森にある公立小学校である。

## 沿革
出典
- 1981年（昭和56年）
  - 4月1日 - 泉市立南光台小学校より分離開校。
  - 4月8日 -  最初の始業式挙行。開校時点の児童数756名、学級数18。
  - 4月27日 - 開校式挙行。
  - 10月12日 - 校歌制定。
- 1982年（昭和57年）4月1日 - 校木「トチの木」制定。
- 1987年（昭和62年）10月1日 - 吉野サクラ植樹。
- 1988年（昭和63年）3月1日 - 泉市の仙台市への合併により、仙台市立八乙女小学校と改称。
- 1990年（平成2年）11月10日 - 創立10周年記念式典挙行。
- 1994年（平成6年）3月31日 -  校内放送用テレビ設置。
- 1997年（平成9年）1月21日 - コンピュータの設置。
- 2001年（平成13年）10月20日 - 創立20周年記念式典挙行。
- 2003年（平成15年）2月28日 - 校内LAN整備し、コンピュータを更新。
- 2004年（平成16年）5月30日 - 掃除ロッカー等固定（耐震）。
- 2005年（平成17年）3月30日 - ひろびろトイレ新設。
- 2006年（平成18年）
  - 1月18日 - 地域で子どもを守る会」発足。
  - 4月27日 - 子どもと親の相談員配置。
- 2007年（平成19年）12月21日 - 耐震工事終了。
- 2008年（平成20年）
  - 4月1日 - さわやか相談員配置。
  - 6月23日 - 職員室にAED配置。
  - 6月27日 - ジャングルジム設置。
  - 8月11日 - 校内LAN・パソコン等更新作業実施。
- 2010年（平成22年）
  - 3月1日 - 50インチ液晶テレビを各教室に配備。
  - 3月25日 - プレハブ校舎解体。
  - 10月27日 - 体育館ステージライト交換。
- 2011年（平成23年）
  - 3月11日 - 14時46分頃に東日本大震災発生。
  - 6月6日 - プール補修工事完了。
- 2012年（平成24年）
  - 1月9日 - 校舎・体育館修繕工事完了。
  - 12月1日 - 創立30周年記念式典挙行。
- 2014年（平成26年）6月1日 - 学校支援地域本部開設。
- 2016年（平成28年）1月8日 - 太陽光発電システム設置。
- 2017年（平成29年）10月31日 - 八乙女中職場体験受入。
- 2020年（令和2年）
  - 3月2日 - 新型コロナウイルス感染症防止のため、5月31日まで、臨時休業の措置を採った。
  - 6月1日 - 授業再開し、始業式と令和2年度入学式挙行。
- 2021年（令和3年）3月8日 - 体育館トイレ改修工事完了。
- 2022年（令和4年）2月25日 - 開校40周年記念誌発行。

## 学区
出典
- 旭丘堤1丁目（1～24番、28～30番）
- 旭丘堤2丁目（2番、3番）
- 南光台3丁目（6番の一部）
- 南光台4丁目（1～10番、22～32番）
- 南光台5丁目（全域）
- 南光台6丁目（13～32番、40番）
- 東黒松（全域）
- 八乙女1丁目（全域）
- 八乙女2丁目（全域）
- 八乙女3丁目（12番の一部を除く）
- 八乙女4丁目（全域）
- 大字七北田（字境、字田中、字八乙女）
- 大字松森（字後田の一部、字田中、字不動）

## 進学先中学校
出典
- 仙台市立八乙女中学校 - 旭丘堤1丁目（1～24番、28～30番）、旭丘堤2丁目（2番、3番）、南光台3丁目（6番の一部）、南光台4丁目（1～10番、22～32番）、南光台5丁目（全域）、東黒松（全域）、八乙女1丁目（全域）、八乙女2丁目、八乙女3丁目（12番の一部を除く）、八乙女4丁目（全域）、大字七北田（字境、字田中、字八乙女）、大字松森（字後田の一部、字田中、字不動の一部）から通う児童の進学先
- 仙台市立南光台中学校 - 南光台6丁目（13～32番、40番）と大字松森（字不動の一部）から通う児童の進学先
  - 大字松森字不動地区についての詳細な地番などは、仙台市教育委員会まで要問い合わせ。

## 周辺
- 仙台市泉B&G海洋センター体育館 - 仙台市道をはさんで、敷地が隣接。
- 仙台市八乙女コミュニティ・センター - 上記「泉B&G海洋センター体育館」に隣接。
- 仙台市立八乙女中央公園
  - 周辺には、「八乙女中央公園」以外の公園も点在。
- 前ヶ沢川
- 宮城県道37号仙台北環状線
- 仙台市医師会看護専門学校
- なお、県道37号線沿いには、ダイソー仙台八乙女店などのロードサイド店も点在。

## アクセス
- 仙台市営バス「45・Y45」系統で、「八乙女小学校前」停留所下車後、学校正門まで、
  - 八乙女駅行のりばからは、すぐそば。
  - 旭ヶ丘駅行のりばから、徒歩約410m・約6分。
    - 旭ヶ丘駅行停留所から学校正門までは、直線距離で約85mほどだが、正門付近に横断歩道が設置されておらず、八乙女二丁目公園付近の交差点まで廻る必要があるため、大きく遠回りとなる。